# Vivienne Westwood
Vivienne Westwood, właśc. Vivienne Isabel Swire (ur. 8 kwietnia 1941 w Tintwistle, zm. 29 grudnia 2022 w Londynie) – brytyjska projektantka mody i biznesmenka, która wywarła znaczny wpływ na współczesną modę punk i nowej fali. W 2015 roku na świecie były 63 sklepy firmowe Vivienne Westwood (w Europie, na Dalekim Wschodzie i w Stanach Zjednoczonych).
W latach 70. związana była prywatnie i zawodowo z Malcolmem McLarenem; para tworzyła wspólnie ubrania dla ich butiku „SEX” przy King’s Road w Londynie. W 2006 roku królowa brytyjska Elżbieta II „za zasługi dla mody” przyznała jej tytuł szlachecki i podczas oficjalnej ceremonii w pałacu Buckingham uhonorowała ją Orderem Imperium Brytyjskiego, przyznawanym obywatelom brytyjskim, którzy przyczynili się do rozsławienia Wielkiej Brytanii na całym świecie.

## Życiorys

### Młodość
Urodziła się na północy Anglii w niewielkiej wiosce Tintwistle w hrabstwie Derbyshire, w dystrykcie High Peak, jako najstarsza z trójki rodzeństwa. Jej rodzice poznali się na tańcach i pobrali dwa tygodnie po wybuchu II wojny światowej. Jej ojciec Gordon Swire na początku wojny dostał pracę w fabryce zbrojeniowej i dzięki temu nie został powołany do wojska, a wcześniej pracował jako sprzedawca owoców, a matka Dora (z domu Ball) pracowała jako tkaczka w miejscowej przędzalni bawełny. Jej dziadek, Ernest Swire, miał pochodzenie bułgarskie.
Uczęszczała do Glossop Grammar School. Kiedy miała 17 lat, jej rodzice przenieśli się do Londynu i kupili pocztę na przedmieściach. W 1958 roku, kiedy miała 19 lat, jej rodzina przeprowadziła się do Harrow, gdzie studiowała złotnictwo w Harrow School of Art. Po podjęciu pracy w fabryce uczęszczała do college’u nauczycielskiego przy University of Westminster, a następnie uczyła w szkole podstawowej w północnym Londynie.

### Kariera
W 1962 roku spotkała swojego pierwszego męża Dereka Westwooda, praktykanta fabryki The Hoover Company, którego poślubiła 21 lipca 1962; Vivienne przygotowała własną suknię ślubną na ceremonię. Mieli syna Benjamina „Bena” Arthura (ur. 1963). Ich małżeństwo trwało trzy lata (do 1965 r.), zanim spotkała Malcolma McLarena, znanego później jako menedżera punkowego zespołu Sex Pistols. Mieli syna Josepha Ferdinanda Corré (ur. 30 listopada 1966).

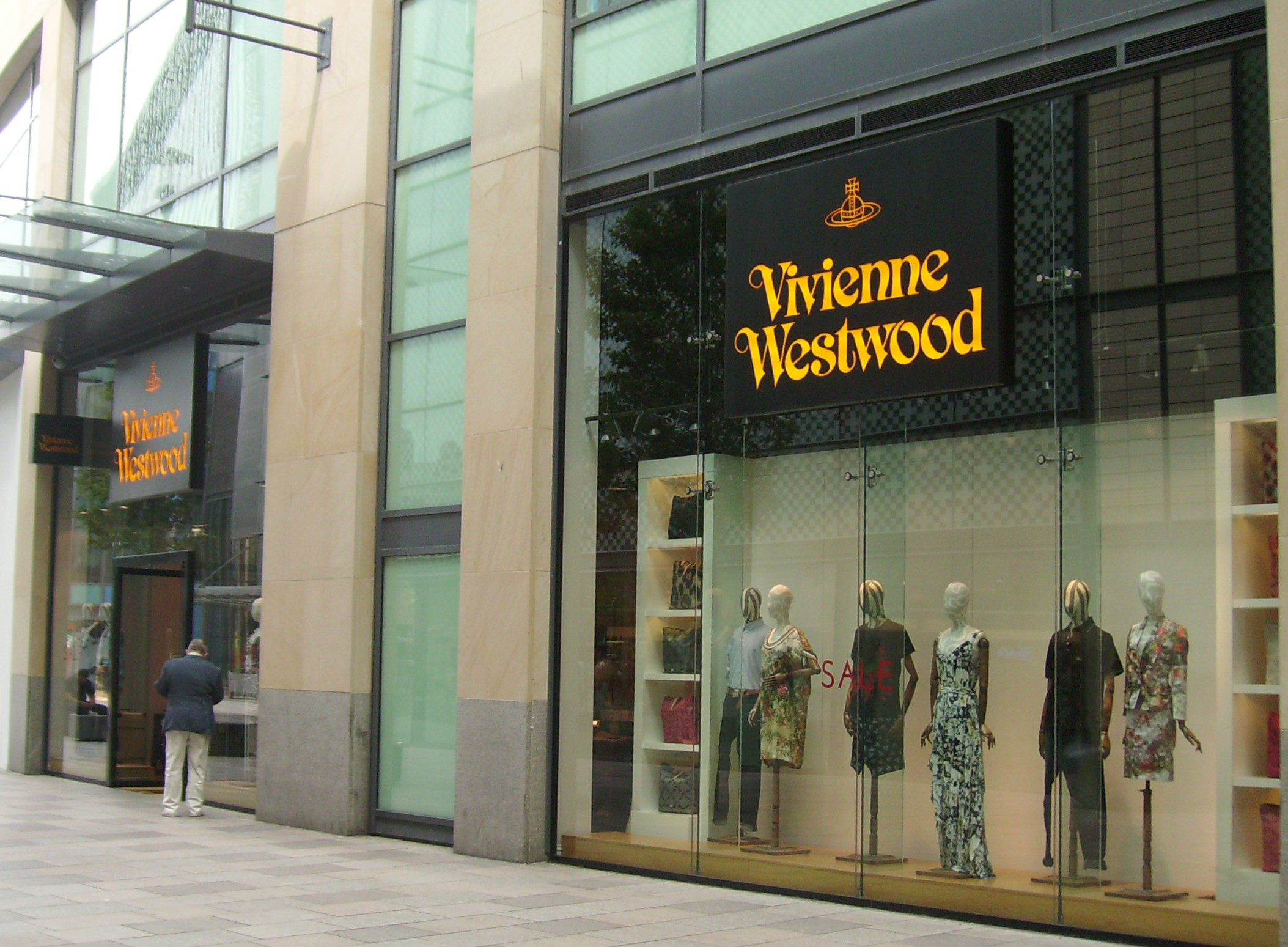
Sklep Vivienne Westwood w Cardiff (Walia)

W 1971 roku w Londynie przy 430 King’s Road Westwood i McLaren otworzyli sklep „Let It Rock”, później znany jako „SEX”, „Too Fast to Live Too Young to Die” i „Seditionaries”. Razem zrewolucjonizowali ówczesną modę. Początkowo sklep oferował przede wszystkim ubrania w stylu subkultury Teddy boys, równolegle Westwood i McLaren projektowali kostiumy teatralne oraz filmowe. W 1975 roku McLaren i Westwood zmienili profil sklepu – w ofercie pojawiły się stroje dla fetyszystów, sadomasochistów i koszulki z pornograficznymi nadrukami. W projektach ubrań McLaren i Westwood wykorzystali punkowy styl. Westwood otworzyła cztery sklepy w Londynie, a ostatecznie sieć rozrosła się, a jej sklepy otworzono w innych miastach w Wielkiej Brytanii i na świecie, sprzedając coraz bardziej różnorodny asortyment towarów.
W 1988 roku podjęła współpracę z austriackim projektantem mody Andreasem Kronthalerem, za którego w 1992 roku wyszła za mąż.
Była autorką projektu kostiumu Madonny w teledysku „Rain” (1993), a także Elisabeth Shue w dramacie Mike’a Figgisa Zostawić Las Vegas (1995), Cuby Goodinga Jr., Helen Mirren i Vanessy Ferlito w filmie kryminalnym Zawód zabójca (2005) oraz aktorów muzycznego dramatu biograficznego BBC Kłopotliwy chłopak (Worried About the Boy, 2010) z Francisem Magee.
Zmarła 29 grudnia 2022 w dzielnicy Clapham w Londynie.